# Elisaveta von Gersdorff Oxenstierna
Elisaveta von Gersdorff Oxenstierna, känd som Elisaveta eller Elisaweta, född von Gersdorff 21 juli 1922 i Petrograd i Ryska SFSR (nu Sankt Petersburg i Ryssland), död 23 augusti 1992 i Stockholm, var en svensk grevinna och skådespelare.

## Biografi
von Gersdorff var dotter till baronen Nicolai von Gersdorff och Anna von Gersdorff-Obolensky. 1925 flydde familjen till Dresden där fadern fick anställning vid det svenska konsulatet. Då hon var sju år sattes hon i balettskola vid Dresdenoperan och studerade också teater vid Akademie für Theater und Musik på samma ort. Efter studierna var hon engagerad vid Teater des Volkes i Dresden. Vid krigsslutet 1945 flydde familjen till Sverige.
Hon fick plats i Cramérbaletten 1945 och gjorde sin första roll som Puck i en uppsättning av William Shakespeares En midsommarnattsdröm på Skansen 1946. Trots att hon inte kunde svenska lärde hon sig rollen utantill och fick med denna också sitt genombrott. 1947 engagerades hon vid Chinavarietén och därefter till Blancheteatern och Oscarsteatern. På 1960-talet började hon med praktisk teaterverksamhet och arbetade som teaterkonsulent hos ABF 1965–1980. Från 1967 drev hon barnteatergruppen Öppna teatern och från 1973 den uppsökande teaterverksamheten Kulturbussen, den senare en bit in på 1980-talet.
von Gersdorff filmdebuterade 1945 i Rolf Botvids Rattens musketörer och kom sammanlagt att medverka i ett tjugotal film- och TV-produktioner.
Hon var gift första gången 1948 med regissören Lars-Eric Kjellgren (1918–2003)  och andra gången från 1960 med bergsingenjören greve Thure-Gabriel Oxenstierna (1923–2000).

## Filmografi
- 1945 – Rattens musketörer
- 1945 – Bröderna Östermans huskors
- 1946 – Hotell Kåkbrinken
- 1947 – Stackars lilla Sven
- 1948 – Flottans kavaljerer
- 1950 – Askungen
- 1950 – Regementets ros
- 1951 – Sköna Helena
- 1952 – Säg det med blommor
- 1952 – Flyg-Bom
- 1953 – Terras fönster nr 7 (kortfilm)
- 1954 – Foreign Intrigue (TV-serie)
- 1954 – Två sköna juveler
- 1954 – Dans på rosor
- 1955 – Karusellen i fjällen
- 1960 – Ung och grön
- 1973 – Mumindalen (TV-serie)
- 1977 – Elvis! Elvis!
- 1984 – Jokerfejs

## Teater

### Roller (ej komplett)
| År   | Roll      | Produktion                                                                    | Regi                 | Teater                  |
| ---- | --------- | ----------------------------------------------------------------------------- | -------------------- | ----------------------- |
| 1950 | Wanda     | Rose Marie Rudolf Friml, Herbert Stothart, Otto Harbach och Oscar Hammerstein | Sven Aage Larsen     | Oscarsteatern           |
| 1951 | Nanette   | Blåjackor Lajos Lajtai och Lauri Wylie                                        | Sven Aage Larsen     | Oscarsteatern           |
| 1953 | Babuschka | Sista valsen Oscar Straus, Julius Brammer och Alfred Grünwald                 | Einar Beyron         | Oscarsteatern           |
| 1956 | Claudine  | Can-Can Cole Porter och Abe Burrows                                           | Ivo Cramér           | Oscarsteatern           |
| 1958 | Belotte   | Madame Pompadour Rudolf Schanzer, Ernst Welisch och Leo Fall                  | Ivo Cramér           | Oscarsteatern           |
| 1959 | Puck      | En midsommarnattsdröm William Shakespeare                                     | Sandro Malmquist     | Skansens friluftsteater |
| 1960 | Puck      | En midsommarnattsdröm William Shakespeare                                     | Sandro Malmquist     | Riksteatern             |
| 1964 |           | Den stora effekten Robert Dhery                                               | Stig Ossian Eriksson | Idéonteatern            |